# 22 Batalion Piechoty Górskiej

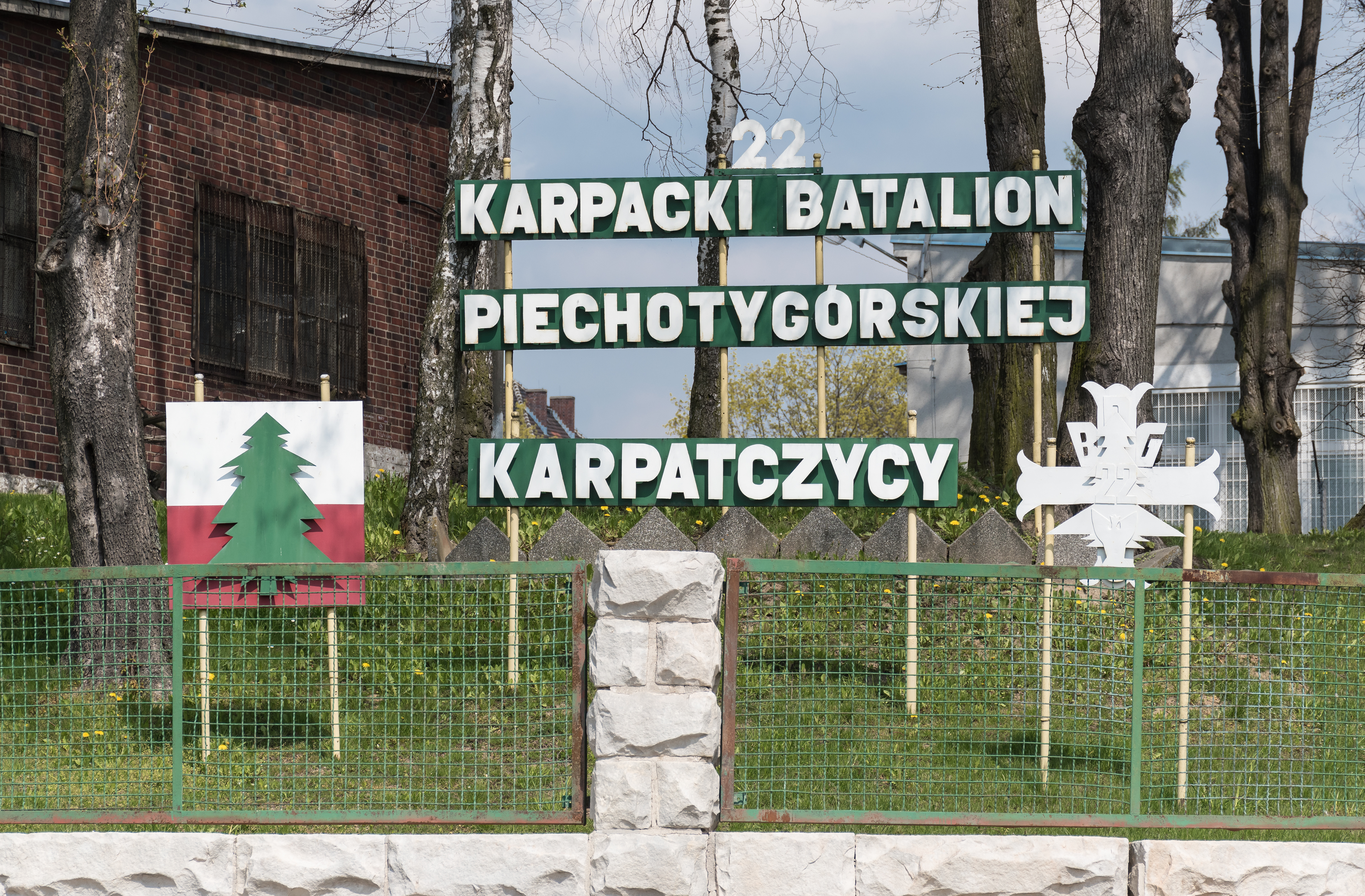
Witacz przed jednostką

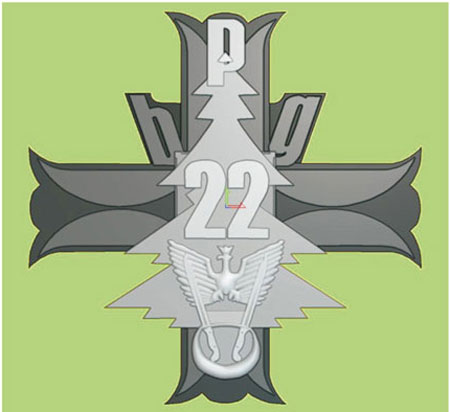
Odznaka pamiątkowa batalionu

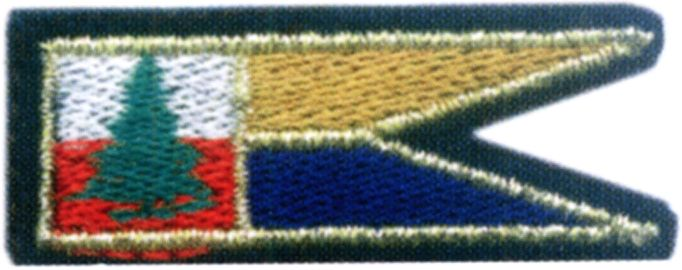
Proporczyk na beret 22 kbpg

22 Karpacki Batalion Piechoty Górskiej im. gen. dyw. Bronisława Prugara-Ketlinga (22 kbpg) – pododdział Wojsk Aeromobilnych Sił Zbrojnych RP.

## Tradycje
Decyzją Nr 638/MON Ministra Obrony Narodowej z dnia 31 grudnia 2007 22 batalion Piechoty Górskiej Obrony Terytorialnej w Kłodzku przejmuje:
1. dziedzictwo tradycji 22. Karpackiej Brygady Piechoty Górskiej Obrony Terytorialnej w Kłodzku (2002-2007), w tym:
  1. 49. Huculski Pułk Strzelców
  2. 11. Karpackiej Dywizji Piechoty (1919-1939);
  3. Samodzielnej Brygady Strzelców Karpackich (1940-1942);
  4. 3. Dywizji Strzelców Karpackich (1942-1947);
  5. 22. Karpackiej Brygady Piechoty Górskiej (1992-2001);
2. nazwę wyróżniającą „Karpacki”;
3. odznakę pamiątkową, oznakę rozpoznawczą i proporczyk 22 Karpackiej Brygady Piechoty Górskiej Obrony Terytorialnej w Kłodzku;
4. kełef – tradycyjny znak dowódców brygad i dywizji „Karpackich”.

Tą samą decyzją ustalono doroczne święto jednostki na dzień 3 maja.
Rozkazem Dowódcy Wojsk Lądowych nr Pf-21/Org. z dnia 10 czerwca 2008, w sprawie zmiany bezpośredniego podporządkowania batalionów Obrony Terytorialnej 22 batalion piechoty górskiej Obrony Terytorialnej przekształcony zostaje w 22 batalion piechoty górskiej, tym samym przechodząc w podporządkowanie 21 Brygady Strzelców Podhalańskich z Rzeszowa.
Decyzją Nr 638/MON Ministra Obrony Narodowej z dnia 23 maja 2011 wprowadzono odznakę pamiątkową 22. Karpackiego batalionu piechoty górskiej.
Decyzją Nr 185/MON Ministra Obrony Narodowej z dnia 5 listopada 2019 batalion otrzymał imię gen. dyw. Bronisława Prugar-Ketlinga.
17 grudnia 2024 na mocy Decyzji Ministra Obrony Narodowej nastąpiło przekazanie podporządkowania pod 25 Brygadę Kawalerii Powietrznej.

## Dowódcy
- ppłk dypl. Artur Warwas (2008 – listopad 2011)
- ppłk dypl. Adam Bera (listopad 2011 – czerwiec 2013)
- ppłk dypl. Artur Dziaduła (czerwiec 2013 – kwiecień 2016[5])
- ppłk dypl. Piotr Rupa (kwiecień 2016 – maj 2018[6])
- cz.p.o. mjr Krzysztof Hanek (maj 2018[6] – czerwiec 2018[7])
- ppłk Izabela Wlizło (czerwiec 2018[7] – marzec 2020[8])
- cz.p.o. mjr Krzysztof Hanek (od marca 2020[8] – września 2020[9])
- ppłk Marcin Sudek (od września 2020 - luty 2024[9])
- ppłk Grzegorz Sowa (od lutego 2024 - obecnie)[10]

## Struktura
- dowództwo
- kompania wsparcia
- 1 kompania zmechanizowana
- 2 kompania zmechanizowana
- 3 kompania zmechanizowana
- 4 kompania zmechanizowana
- kompania dowodzenia, a w niej np. pluton rozpoznawczy
- kompania logistyczna
- zespół zabezpieczenia medycznego (ZZM)

oraz obiekty szkoleniowe i klub